# Aedes aegypti
Espèce
Aedes aegypti est une espèce d'insectes diptères, un moustique qui est le vecteur principal de la dengue, de l'infection à virus Zika, du chikungunya et de la fièvre jaune.
C'est un petit moustique, long de 5 mm environ, de couleur sombre que l'on peut reconnaître par les marques blanches bien visibles sur les pattes et un dessin en forme de lyre sur le thorax (ce dernier détail le distingue du moustique tigre Aedes albopictus avec lequel il peut être confondu, alors que celui-ci possède à la place une ligne blanche longitudinale sur son thorax et sa couleur générale noire est plus foncée). Il est originaire d'Afrique, mais on le trouve maintenant dans les régions tropicales à travers le monde.
Ce moustique est considéré comme un des plus importants vecteurs de maladies. Il a un mode de vie qui le rend particulièrement proche de l'homme et, comme la plupart des moustiques, semble pouvoir rapidement développer des résistances à la plupart des insecticides. On cherche donc à mieux comprendre son écologie. Comme chez tous les moustiques, seule la femelle pique.

## Génomique
Le génome de cette espèce de moustiques a été séquencé par un consortium comprenant des scientifiques de l'Institut J. Craig Venter et de l'université Notre-Dame et publié en 2007. L'effort de séquençage de son ADN était destiné à fournir de nouvelles pistes pour la recherche sur les insecticides et les modifications génétiques possibles pour prévenir la propagation du virus. Il s'agissait de la deuxième espèce de moustique dont le génome ait été séquencé en entier (le premier était Anopheles gambiae). Les données publiées incluent les 1,38 milliard de paires de base contenant les 15 419 gènes codant des protéines. Le séquençage indique que l'espèce a divergé de Drosophila melanogaster (la mouche à fruit commune) il y a environ 250 millions d'années, et qu'Anopheles gambiae et cette espèce ont divergé il y a environ 150 millions d'années,.
En 2023, une nouvelle étude génomique concentrée sur certains des gènes spécifiques d'Aedes aegypti aegypti indique que cette sous-espèce piquant spécialement les humains est issue d'une lignée forestière et généraliste il y a environ 5 000 ans, à la fin de la période humide africaine quand le climat du Sahara s'est asséché et que l'eau stockée par les humains est devenue au Sahel une ressource privilégiée,.

## Cycle de vie
De la larve issue de l'œuf au moustique adulte, il se passe 7 à 12 jours selon les conditions, notamment la température et l'alimentation. Cet insecte holométabole se reproduit en grand nombre et rapidement, ce qui lui permet d'évoluer rapidement pour s'adapter aux variations de son environnement (et à l'arrivée des pesticides anti-moustiques) ; il existe un lien fonctionnel et important entre les capacités des adultes et l'écologie des larves, les microbes qu'elles rencontrent et parfois intègrent dans leur microbiote, et plus généralement les conditions environnementales auxquelles elles sont exposées, et la variation phénotypique d'insectes holometaboliques vecteurs de maladies zoonotiques.

### Ponte
La femelle de Aedes aegypti pond ses œufs qui peuvent éclore très rapidement, en environ 24 heures si les conditions sont optimales.

### Larves
Elles passent par différents stades jusqu'à la nymphe d'où émergera le moustique adulte.
La niche écologique de la larve est très différente de celle du futur moustique adulte qui n'est plus du tout aquatique (les adultes femelles iront faire un repas de sang chez divers animaux ou dans les habitations humaines) ; le stade larvaire est le moment de formation du microbiote qui influera sur la capacité de l'animal à s'adapter au milieu : les conditions environnementales rencontrées par les larves lors de leur développement  affectent les « traits » adultes.
La larve d'A. aegypti rencontre des communautés bactériennes différentes selon son environnement larvaire, lesquelles vont influer sur la capacité du futur adulte à véhiculer des agents pathogènes et à les communiquer à l'homme. Ainsi des larves expérimentalement exposées à différents isolats bactériens indigènes lors de leur développement ont donné des adultes présentant des différences significatives de taux de pupaison et en termes de taille corporelle (mais non en termes de durée de vie). L'exposition de larves de ce moustique à un isolat d'Enterobacteriaceae a entraîné chez les moustiques adultes une diminution de l'activité antibactérienne de l'hémolymphe et un titre réduit de propagation du virus de la dengue.

### Adulte
Sa durée de vie dans la nature est estimée à 2 à 3 semaines au maximum. Mais il peut vivre bien plus longtemps, environ 2 à 3 mois, dans les conditions d'un laboratoire. 
 Les chercheurs de l'université internationale de Floride ont montré que la femelle du moustique Aedes Ægypti, à l'heure de la reproduction, utilise plusieurs récepteurs olfactifs pour détecter l'acide lactique, très présent dans la sueur des êtres humains qui lui fourniront la dose de sang dont elle a besoin : ces détecteurs baptisés OR et Ir8a, sont situés dans les antennes. Mais la femelle détecte aussi, entre autres, notre chaleur, notre humidité, notre apparence et le CO2, ainsi que beaucoup d'autres composés volatils que nous produisons.

## Vecteur de maladies

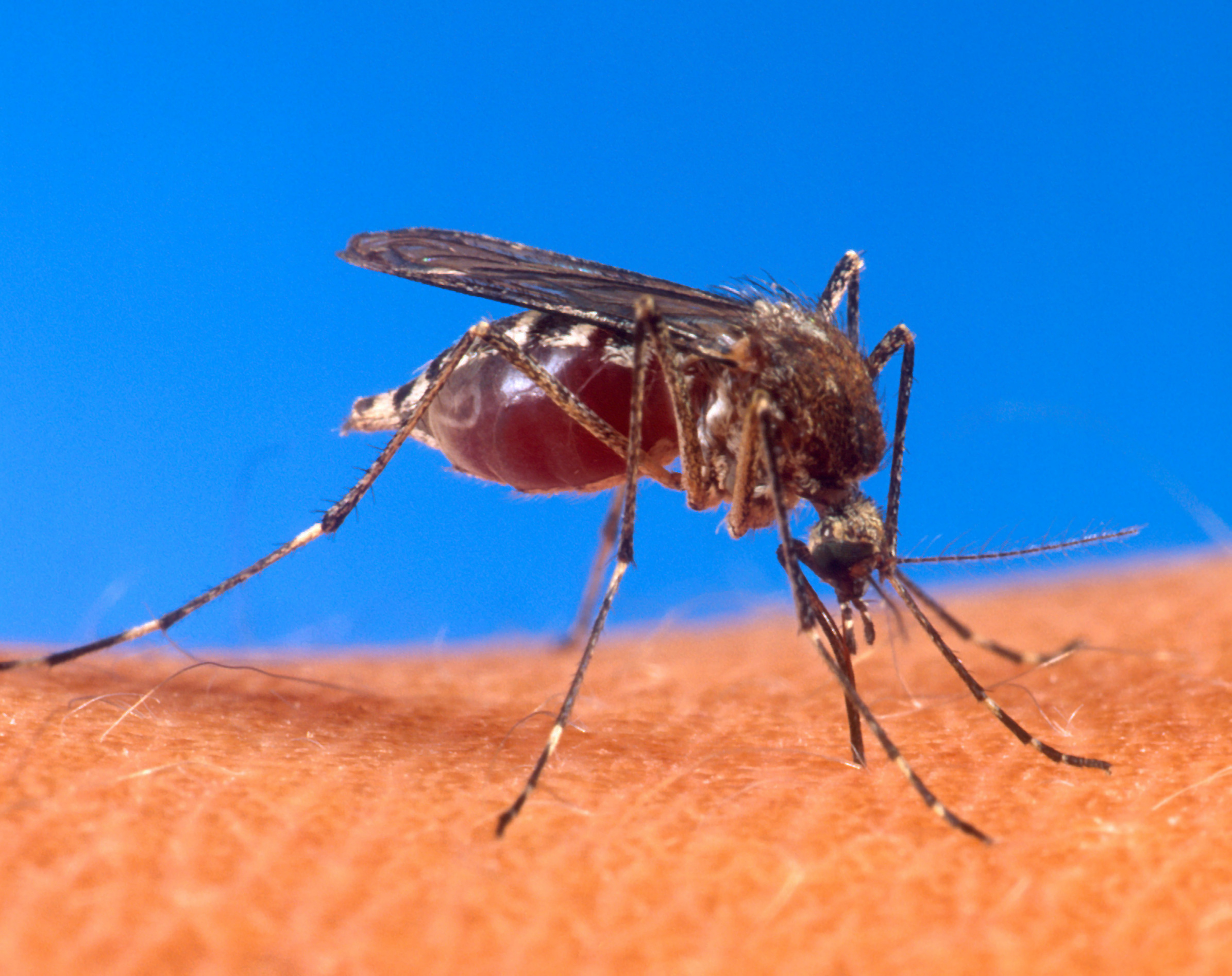
Aedes aegypti en train de piquer.

Ce moustique qui peut piquer plusieurs fois une même personne ou des personnes différentes est réputé vecteur de nombreux virus susceptibles d'affecter l'homme.

### Détection des humains
Une expérience menée en 2022 démontre qu'Aedes aegypti, et sans doute les moustiques piquant les humains en général, sont spécialement attirés par les individus présentant naturellement un taux élevé d'acide carboxylique dans leur sébum. Malheureusement, l'expérience observe que ce taux ne varie pas ni en fonction du régime alimentaire ni des produits d'hygiène utilisés. Certaines personnes sont alors condamnées à être de véritables aimants à moustiques. La sécrétion importante d'acide carboxylique étant spécifique aux humains, il est envisagé que la sélection naturelle ait amené les moustiques à être attiré par ce composant afin d'être certains de l'identité de leurs proies, mais aussi comme indice de la présence d'eau claire et propre à proximité, fournie par les humains et utile pour leur reproduction,.
Une étude de 2025 montre que le cerveau du moustique dispose d'un glomérule sensible à l'odeur humaine, qui permet de détecter deux aldéhydes à longue chaîne, le décanal et l'undécanal (en).

### Cas de la dengue
L’Institut Pasteur étudie les migrations de moustiques par le biais de marqueurs génétiques, pour mieux comprendre la propagation de certaines maladies, dont la dengue (4 sérotypes de dengue) qui connaît une recrudescence dans certaines régions tropicales, et dont on peut craindre une extension de l'aire de répartition avec le phénomène de réchauffement climatique.
Selon les premiers résultats qui montrent par exemple que les sous-populations d'Aedes aegypti en Polynésie n'ont pas d'échanges génétiques importants entre les îles, la propagation du virus de la dengue serait favorisée par les déplacements de voyageurs infectés, plutôt que par la migration d'insectes. Cependant, le ministère de la Santé français déclare en 2010 le « premier cas de dengue autochtone » en métropole française (les autres cas déjà signalés sur le territoire étaient des personnes ayant voyagé dans les régions du monde touchées par l'épidémie). La dengue importée par ce moustique avait déjà touché le continent européen, notamment la Grèce en 1881, 1889, 1895-1897 et 1910, et particulièrement 1927-1928 avec une épidémie d'une gravité sans précédent : plus d'un million de personnes furent malades et on comptabilisa environ 1 500 morts.
Un projet du gouvernement malaisien, consistant en l'introduction de deux à trois mille mâles de cette espèce, porteurs d'une modification génétique réduisant la durée de vie de leurs descendants, est à l'étude et pourrait être mis en œuvre dans le cadre de la lutte contre la dengue.

### Virus Zika
Aedes aegypti transmet le virus Zika, comme les autres moustiques du genre Aedes.

## Lutte contre les maladies transmises parA. aegypti

### Prévention
La prévention passe surtout par le contrôle des populations urbaines, périurbaines et villageoises de moustiques, en favorisant leurs prédateurs (comme le frelon européen) et en limitant les habitats qui les favorisent. Les moustiquaires pré-traitées, les anti-moustiques sont des solutions locales. L'usage de pesticides est ponctuellement efficace, mais présente le risque d'affecter les prédateurs des moustiques, de susciter d'autres problèmes liés à la toxicité ou l'écotoxicité de ces produits, ou d'être inutiles face à l'émergence de souches résistantes par sélection naturelle. Des micro-solutions consistent par exemple, dans les cimetières aux Antilles et en Guyane, à ne pas remplir les vases des plantes avec de l'eau mais avec du sable mouillé ou un gravier assez fin qui donnent d'aussi bons résultats sans risque de développement de larves. Les fleurs en plastique sont à disposer dans du sable ou dans un pot dont le fond est muni d'un large trou afin qu'il n'accumule pas d'eau. Les soucoupes ou bacs disposés sous les pots de fleurs peuvent être couverts d'un voile de tulle, ou l'eau (là où elle ne manque pas) peut être changée régulièrement, etc.

### Lutte biologique
Une lutte biologique se développe dans plusieurs pays dont l'Australie, le Brésil et l'Indonésie, non contre la prolifération du moustique lui-même, mais contre les épidémies de dengue, chikungunya et infection à virus Zika dont ce moustique est le vecteur. Des chercheurs australiens ont en effet mis en évidence, il y a une dizaine d'années, que l'inoculation de la bactérie Wolbachia à l'Aedes Aegypti bloquait la transmission aux humains des virus de la dengue, du zika et du chikungunya. « Il s'agit d'une bactérie présente naturellement dans 60 % des insectes et qui est inoffensive pour l'homme et pour l'environnement », a expliqué le docteur Nadège Rossi, chef du World Mosquito Program à Nouméa, en Nouvelle-Calédonie. En mars 2018, l'université australienne de Monash, le gouvernement de Nouvelle-Calédonie, l'institut Pasteur et la ville de Nouméa ont conclu un partenariat pour expérimenter cette méthode biologique innovante de lutte contre ces maladies. Cette méthode, qui met fin aux épandages d'insecticides, a déjà donné des résultats jugés très concluants dans les zones ainsi traitées. En juillet 2019, un premier lâcher de quelque 500 moustiques porteurs de la bactérie Wolbachia a été organisé par la mairie de Nouméa, avec l'espoir qu'à terme, il n'y ait plus dans la nature que le moustique "wolbachia".

### Transgénisation
L'entreprise britannique Oxitec, étroitement liée au géant agrochimique Syngenta, a mis au point une lignée de moustiques Aedes aegypti mâles, rendus stériles par transgénèse, qui permettraient de contrôler la population des moustiques vecteurs. Elle a déposé une demande de commercialisation au Brésil en juillet 2013. Le 10 avril 2014, la Commission technique nationale de biosécurité (CNB) a autorisé, par seize voix contre une, la dissémination dans l'environnement de ces moustiques de nom de code OX513A. Pour être effective, cette autorisation doit néanmoins encore être validée par l’Agence nationale de surveillance sanitaire (Anvisa). OX513A deviendrait alors le premier « animal » génétiquement modifié qui pourrait être dispersé dans la nature.

### Lutte chimique
La Fondation Rockefeller en 1916 puis l'Organisation panaméricaine de la santé au milieu du XXe siècle, ont tenté en vain d'éradiquer Aedes aegypti. Pour ce faire, l'Organisation panaméricaine de la santé a notamment vaporisé du dichlorodiphényltrichloroéthane (DDT), insecticide qui a été interdit depuis.
Au XXIe siècle, les principaux produits employés contre les moustiques comme insecticides ou comme répulsifs sont des pyréthrinoïdes. Mais les moustiques ont acquis une forte résistance à ces produits, via des mutations les rendant moins sensibles à leurs effets neurotoxiques. En 2022, la mutation L982W, connue pour affecter le site cible des pyréthrinoïdes, a été trouvée avec une fréquence élevée (> 78 %) dans la population d'A. aegypti collectée au Viêt Nam et au Cambodge. Les allèles ayant des mutations concomitantes (L982W + F1534C et V1016G + F1534C) ont également été confirmés dans les deux pays, avec une fréquence dépassant 90 % à Phnom Penh. Les souches ayant ces allèles présentent des niveaux de résistance aux pyréthrinoïdes sensiblement plus élevés que toute autre population jamais signalée sur le terrain. La possible propagation de ces mutations constitue une menace sans précédent pour le contrôle de la dengue ainsi que d'autres maladies transmises par le moustique.

## Galerie

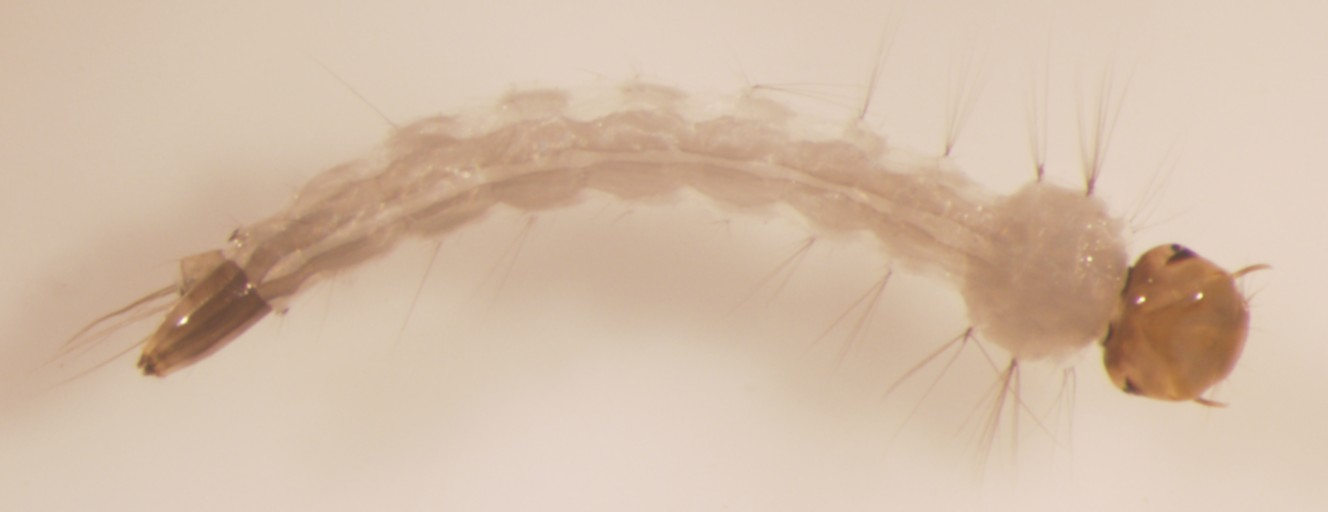
Larve.
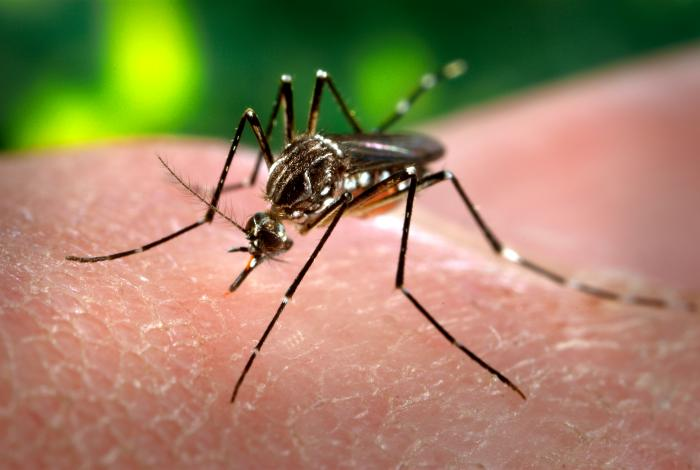
Adulte.
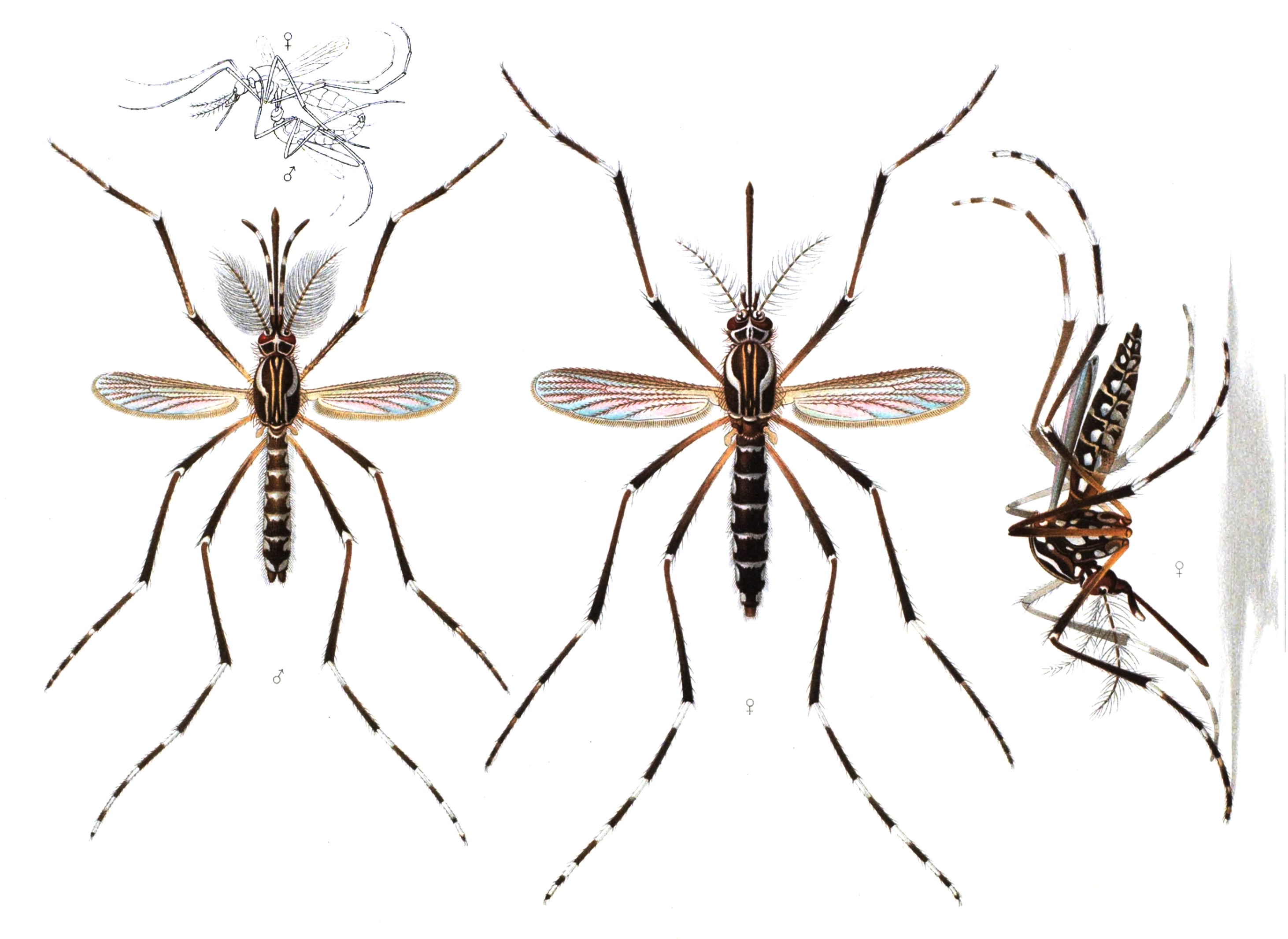
Mâle à gauche, femelles à droite.